# Edoardo Mangiarotti
Pour les articles homonymes, voir Mangiarotti.
Edoardo Mangiarotti (né le 7 avril 1919 à Renate et mort le 25 mai 2012  à Milan) est un escrimeur italien pratiquant l’épée et le fleuret. Il a remporté plus de médailles olympiques et mondiales qu’aucun autre escrimeur. Son nom est associé à 21 podiums olympiques et mondiaux dont six médailles d’or aux Jeux olympiques entre 1936 et 1960.

## Biographie

### Jeunesse
Edoardo Mangiarotti est né dans une grande famille d’escrimeurs le 7 avril 1919 à Renate. Son père Giuseppe Mangiarotti, un maître d'armes milanais vainqueur 17 fois du championnat d’Italie à l’épée, planifia la carrière de son fils pour en faire un grand champion et le modela pour en faire un adversaire difficile à tirer en convertissant le droitier naturel qu’il était en un gaucher sur la piste d’escrime. Dario Mangiarotti, son grand frère, a remporté le titre mondial au Caire en 1949 et deux médailles aux Jeux olympiques avant de devenir cardiologue. Edoardo Mangiarotti devient champion d’Italie junior dès l’âge de 11 ans. 

### Débuts internationaux et premiers titres
Il devient international italien à l’âge de 16 ans et participe à ses premiers championnats du monde d'escrime en 1935. Dès 1936 il remporte sa première médaille d’or aux Jeux olympiques en remportant l’épreuve d’épée par équipes à Berlin. En 1937, à Paris, il gagne les championnats du monde par équipes à l’épée. En 1938, en Tchécoslovaquie il remporte trois médailles : l’or au fleuret par équipes, l’argent  en épée individuelle, et le bronze à l’épée par équipes.
Aux Jeux olympiques d'été de 1948 à Londres, Mangiarotti gagne la médaille de bronze à l’épée individuelle et deux médailles d’argent aux épreuves par équipes de l’épée et du fleuret. Aux championnats du monde de 1949, alors que son frère Darion remportait le titre mondial, Edoardo gagnait les épreuves par équipes de l’épée et du fleuret. Deux années plus tard, à Stockholm il gagne le titre mondial.

### Jeux olympiques d'Helsinki (1952)
Les Jeux olympiques d'été de 1952 à Helsinki marquent le triomphe des frères Mangiarotti. Edoardo remporte le titre individuel en remportant sept matches dans la poule finale. Son frère Dario est deuxième battant le suisse Oswald Zapelli qui avait privé Edoardo de médaille d’argent quatre ans plus tôt.
Cette année-là les frères Mangiarotti gagnent à eux deux six médailles : or à l’épée individuelle, épée par équipes, fleuret par équipes et argent au fleuret individuel pour Edoardo ; or à l’épée par équipes et argent à l’épée individuelle pour Dario. Cet exploit reste toujours inégalé pour une fratrie.

### Jeux olympiques de Melbourne (1956)
Porte-drapeau de la délégation italienne aux Jeux olympiques d'été de 1956 à Melbourne, Edoardo Mangiarotti est loin d’être à son meilleur niveau mais il refuse de quitter la scène internationale sans combattre encore une fois. Lors de la finale de l’épreuve d’épée individuelle, les spectateurs assistent à un dénouement incroyable. Les trois tireurs italiens terminent ex æquo avec chacun cinq victoires et deux défaites. Un barrage est alors organiser pour attribuer les médailles. La poule de barrage n’arrive pas à départager les trois tireurs, Edorado Mangiarotti, Carlo Pavesi et Giuseppe Delfino. Un second barrage est alors organisé. Il se déroule à minuit passé. Mangiarotti perd ses deux assauts et Pavesi bat Delfino pour remporter la médaille d’or.
Dans les jours suivants, Mangiarotti se rattrape en remportant la médaille d’or dans les épreuves de l’épée et du fleuret par équipes.

### Jeux olympiques de Rome (1960)
Aux Jeux olympiques d'été de 1960 à Rome, Mangiarotti est maintenant âgé de 41 ans et de nouveau porte-drapeau à la cérémonie d'ouverture. Doyen de l’équipe d’Italie, il remporte pourtant le titre olympique à l’épée avec l’équipe d’Italie emmenée par le nouveau champion olympique Giuseppe Delfino. Il gagne aussi la médaille d’argent au fleuret par équipes.

### Après sa carrière sportive
Edoardo Mangiarotti se retire de la compétition en 1961. Sa carrière olympique a couvert vingt cinq années et lui a permis de finir quarante fois sur le podium. Il a été secrétaire général de la fédération internationale d'escrime, puis président de la commission de discipline et de la commission de direction de la fédération italienne d'escrime.

## Hommage
Le 7 mai 2015, en présence du président du Comité national olympique italien (CONI), Giovanni Malagò, a été inauguré  le Walk of Fame du sport italien dans le parc olympique du Foro Italico de Rome, le long de Viale delle Olimpiadi. 100 tuiles rapportent chronologiquement les noms des athlètes les plus représentatifs de l'histoire du sport italien. Sur chaque tuile figure le nom du sportif, le sport dans lequel il s'est distingué et le symbole du CONI. L'une de ces tuiles lui est dédiée.

## Palmarès
- Jeux olympiques d'été
  -  Médaille d'or à l’épée individuelle aux Jeux olympiques d'été de 1952
  -  Médaille d'or à l’épée par équipes aux Jeux olympiques d'été de 1936
  -  Médaille d'or à l’épée par équipes aux Jeux olympiques d'été de 1952
  -  Médaille d'or au fleuret par équipes aux Jeux olympiques d'été de 1956
  -  Médaille d'or à l’épée par équipes aux Jeux olympiques d'été de 1956
  -  Médaille d'or à l’épée par équipes aux Jeux olympiques d'été de 1960
  -  Médaille d'argent au fleuret par équipes aux Jeux olympiques d'été de 1948
  -  Médaille d'argent à l’épée par équipes aux Jeux olympiques d'été de 1948
  -  Médaille d'argent au fleuret individuel aux Jeux olympiques d'été de 1952
  -  Médaille d'argent au fleuret par équipes aux Jeux olympiques d'été de 1952
  -  Médaille d'argent au fleuret par équipes aux Jeux olympiques d'été de 1960
  -  Médaille de bronze à l’épée individuelle aux Jeux olympiques d'été de 1948
  -  Médaille de bronze à l’épée individuelle aux Jeux olympiques d'été de 1956
- Championnats du monde d'escrime
  -  Médaille d'or à l’épée individuelle aux Championnats du monde d'escrime 1951
  -  Médaille d'or à l’épée individuelle aux Championnats du monde d'escrime 1954
  -  Médaille d'or à l’épée par équipes aux Championnats du monde d'escrime 1937
  -  Médaille d'or à l’épée par équipes aux Championnats du monde d'escrime 1949
  -  Médaille d'or au fleuret par équipes aux Championnats du monde d'escrime 1949
  -  Médaille d'or à l’épée par équipes aux Championnats du monde d'escrime 1950
  -  Médaille d'or au fleuret par équipes aux Championnats du monde d'escrime 1950
  -  Médaille d'or au fleuret par équipes aux Championnats du monde d'escrime 1953
  -  Médaille d'or à l’épée par équipes aux Championnats du monde d'escrime 1954
  -  Médaille d'or au fleuret par équipes aux Championnats du monde d'escrime 1954
  -  Médaille d'or à l’épée par équipes aux Championnats du monde d'escrime 1955
  -  Médaille d'or au fleuret par équipes aux Championnats du monde d'escrime 1955
  -  Médaille d'or à l’épée par équipes aux Championnats du monde d'escrime 1958
  -  Médaille d'argent à l’épée individuelle aux Championnats du monde d'escrime 1938
  -  Médaille d'argent au fleuret individuel aux Championnats du monde d'escrime 1951
  -  Médaille d'argent au fleuret individuel aux Championnats du monde d'escrime 1953
  -  Médaille d'argent au fleuret individuel aux Championnats du monde d'escrime 1954
  -  Médaille d'argent à l’épée individuelle aux Championnats du monde d'escrime 1958
  -  Médaille d'argent au fleuret par équipes aux Championnats du monde d'escrime 1951
  -  Médaille d'argent au fleuret par équipes aux Championnats du monde d'escrime 1953
  -  Médaille de bronze à l’épée par équipes aux Championnats du monde d'escrime 1938
  -  Médaille de bronze au fleuret individuel aux Championnats du monde d'escrime 1947
  -  Médaille de bronze au fleuret individuel aux Championnats du monde d'escrime 1949
  -  Médaille de bronze à l’épée par équipes aux Championnats du monde d'escrime 1947
  -  Médaille de bronze au fleuret par équipes aux Championnats du monde d'escrime 1958